# Hjemrejsestyrelsen
Hjemrejsestyrelsen er en styrelse under Udlændinge- og Integrationsministeriet, der blev etableret 1. august 2020 og arbejder med at rådgive og tilrettelægge hjemrejse for udlændinge uden lovligt ophold i Danmark.
Claes Nilas tiltrådte 1. august 2020 som direktør for styrelsen.

## Opgaver
Hjemrejsestyrelsen varetager opgaver vedrørende hjemsendelse, vilkår for indkvartering, hjemrejsestøtte, Nationalt ID-center og sekretariatsbetjening af Udlændingenævnet og Flygtningenævnet.